# Датское движение Сопротивления
Датское движение сопротивления (дат. Den danske modstandsbevægelse) — организованное противодействие немецкой оккупации в 1940—1945 годы на территории Дании, часть антинацистского движения Сопротивления в странах Европы.

## Вторжение вермахта и оккупация Дании
В 1939 году был подписан датско-германский договор о ненападении, однако 9 апреля 1940 года Германия, в нарушение договора, напала на Данию и оккупировала её в рамках Датско-Норвежской операции. Правительство и король отдали приказ вооружённым силам не оказывать сопротивление агрессору и капитулировали.
Вся германская операция по оккупации Дании заняла несколько часов.

## Оккупационный режим
В первые годы нацистское руководство Германии ввело так называемый мягкий режим оккупации страны. Дания использовалась как витрина «миролюбивой» политики на оккупированных территориях, формально оставаясь независимым государством. Гитлер в отдельном меморандуме гарантировал территориальную целостность и независимость страны. Политическая жизнь страны оставалась неизменной, продолжали действовать король, правительство, парламент, самоуправление, политические организации. Численность армии и флота была сокращена, однако вооружённые силы и полиция остались под датским командованием. Нацификация общественной жизни не производилась, деятельность профсоюзов не запрещалась. Были введены только ограничения свободы прессы и собраний. Большинство датских политиков полагало, что сотрудничество с оккупантами позволит сохранить автономию во внутренних делах.

## Деятельность движения Сопротивления

### 1940—1941
Уже через несколько дней после оккупации Дании, 13 апреля 1940 года группа офицеров датской военной разведки сумела начать переправку информации британским коллегам. Сотрудничество датских разведчиков с британцами продолжалось до 29 августа 1943 года, когда вооружённые силы Дании были расформированы немцами.
В первые годы оккупации датское движение Сопротивления было малочисленным и не обладало значительным влиянием.
После нападения Германии на СССР, 22 августа 1941 года была запрещена Коммунистическая партия Дании, 496 коммунистов были арестованы, а оставшиеся на свободе перешли на нелегальное положение. После нападения Германии на СССР антифашистская деятельность движения Сопротивления активизировалась, в это время датские коммунисты начинают выпуск первых подпольных изданий: «Факел свободы», «Факел правды» и «Искра» и совершают несколько диверсий. К концу 1941 года коммунистами был налажен выпуск 22 газет.
15 ноября 1941 года при участии коммунистов была проведена массовая демонстрация протеста в Копенгагене.
После того, как 25 ноября 1941 года правительство Стаунинга-Скавениуса подписало договор о присоединении Дании к Антикоминтерновскому пакту, 25 и 26 ноября 1941 года в Копенгагене состоялись две демонстрации протеста, в дальнейшем, 28-29 ноября 1941 года к протестующим присоединились рабочие ряда предприятий. В ответ, 25-29 ноября полицейские арестовали 200 участников акций протеста.
В конце 1941 года в городе Ольборг в северной части Ютландии возникла и начала действовать молодёжная группа «Churchill Klubben» из 8 школьников старших классов, которой руководил Кнуд Педерсен. До ареста в мае 1942 года, участники группы совершили 25 актов саботажа.
Тем не менее, до 1943 года основными формами деятельности датского движения Сопротивления являлись антифашистская агитация, саботаж и бойкотирование немецких мероприятий, в меньшей степени — сбор разведывательной информации для стран антигитлеровской коалиции и диверсии.

### 1942 — август 1943
9 апреля 1942 года датские коммунисты начали издание газеты «Frit Denmark», а позднее, в октябре 1942 года — выпуск массовой подпольной газеты «Land og Folk», тираж которой к концу оккупации достиг 120 тысяч экземпляров.
Весной 1942 года датскими коммунистами была создана вооружённая организация «коммунистов-партизан» (KOPA), которую возглавил коммунист-рабочий Е. Ларсен, командиром диверсионных групп KOPA был назначен Свенд Вагнер (действовавший под псевдонимом генерал Иохансен).
Под руководством С. Вагнера было начато производство самодельной взрывчатки, проведена операция по похищению взрывчатки со склада предприятия по добыче извести (на обратном пути группа подпольщиков была остановлена полицейским патрулём и в рукопашной схватке разоружила полицейский патруль), совершена серия диверсий на железных дорогах (разбиты и выведены из строя семафоры и железнодорожные стрелки, взорваны несколько водонапорных башен).
В начале 1943 года к ним присоединилась студенческая антифашистская группа, и название было изменено на «гражданских партизан» («Borgerlige Partisaner», BOPA).
В феврале 1943 года в Дании были организованы 74 забастовки.

### август 1943 — февраль 1945
С апреля 1943 по март 1944 года в деревне Хвидстен (дат. Hvidsten) действовала одноимённая подпольная группа под руководством Оле Гейслера, принимавшая парашютистов и военные грузы от союзников. 8 членов группы были расстреляны 29 июня 1944 года.
Переломным этапом стали события августа 1943 года, когда в 17 городах Дании прошли массовые забастовки, сопровождавшиеся акциями протеста. Наибольшего масштаба они достигли в Ольборге, Оденсе и Эсбьерге.
- 3 августа 1943 года начали забастовку рабочие судоверфи в Оденсе[8];
- 8 августа 1943 года к забастовке присоединились рабочие в Эсбьерге[8];
- 23 августа 1943 года к забастовке присоединились все города на острове Фюн: Богенс, Миддельфарт, Фоборг, Свенборг и Нюборг[8];
- 24 августа к ним присоединились рабочие города Фредерисия и ряда предприятий в Копенгагене, Вайле, Корсёре, Колинге и Фридрихсхавне[8];
- 25 августа 1943 года к забастовке присоединился Хёльсингер[8]…

Германское командование потребовало введения в стране чрезвычайного положения и смертной казни к саботажникам. После отказа датского правительства в введении этих мер оно было разогнано 29 августа 1943 года.
После объявления о немецкой оккупации, моряки датского военно-морского и торгового флота утопили 29 кораблей и ещё несколько вывели из строя. Кроме того, 13 кораблей совершили переход в нейтральную Швецию, а позже, в составе датской бригады, присоединились к датскому флоту в Швеции, где были интернированы. Вплоть до конца оккупации немцы сумели поднять, отремонтировать и вернуть в строй только 15 из 29 затопленных кораблей.
7 сентября 1943 года в Копенгагене был убит капрал немецкой армии, в ответ 10 сентября 1943 года немецкие оккупационные власти взыскали с городского муниципалитета контрибуцию - 1 млн. датских крон.
16 сентября 1943 года был создан «Совет свободы» — структура, координирующая деятельность подпольных антифашистских групп, страна была разделена на шесть военных округов, началось формирование «боевых групп» (militaer gruppe). Осенью 1943 года к движению Сопротивления примкнула часть военнослужащих датской армии. С начала 1944 года «Совет свободы» превратился в неофициальное правительство.
Немцами была подготовлена депортация датских евреев в лагеря смерти, которая была запланирована на ночь с 1 на 2 октября 1943 года. Однако после предупреждения немецкого военного атташе Георга Дуквица о планируемой депортации, к 30 сентября члены Сопротивления переправили на рыбацких лодках в Швецию 7200 из 7800 датских евреев, ещё несколько сотен евреев были спрятаны датчанами. В результате, немцам удалось схватить лишь 472 еврея, из которых в концлагере Терезиенштадт погибли 49 человек. Всего во время войны в Дании погибло около 120 евреев — менее 2 % еврейского населения страны.
Значительную роль в движении Сопротивления сыграл немецкий телефонист Карл Баковски, который руководил Центром прослушивания в Хельсингёре. Баковски удалось подключиться к телефонной линии и в период с лета 1944 года до января 1945 года подслушивать все телефонные переговоры местной штаб-квартиры гестапо.
30 июня 1944 года в Копенгагене была начата массовая забастовка, которая продолжалась до 4 июля 1944 года.
19 сентября 1944 года немцы расформировали и разоружили датскую полицию, несмотря на то, что её сотрудники выполняли распоряжения оккупантов. Часть полицейских была арестована, поскольку немцы опасались организованного участия полицейских в акциях сопротивления.
В феврале 1945 года датские моряки увели в Швецию 22 буксирных судна, предназначенных для отправки в Германию.

### Создание «Подпольной армии»

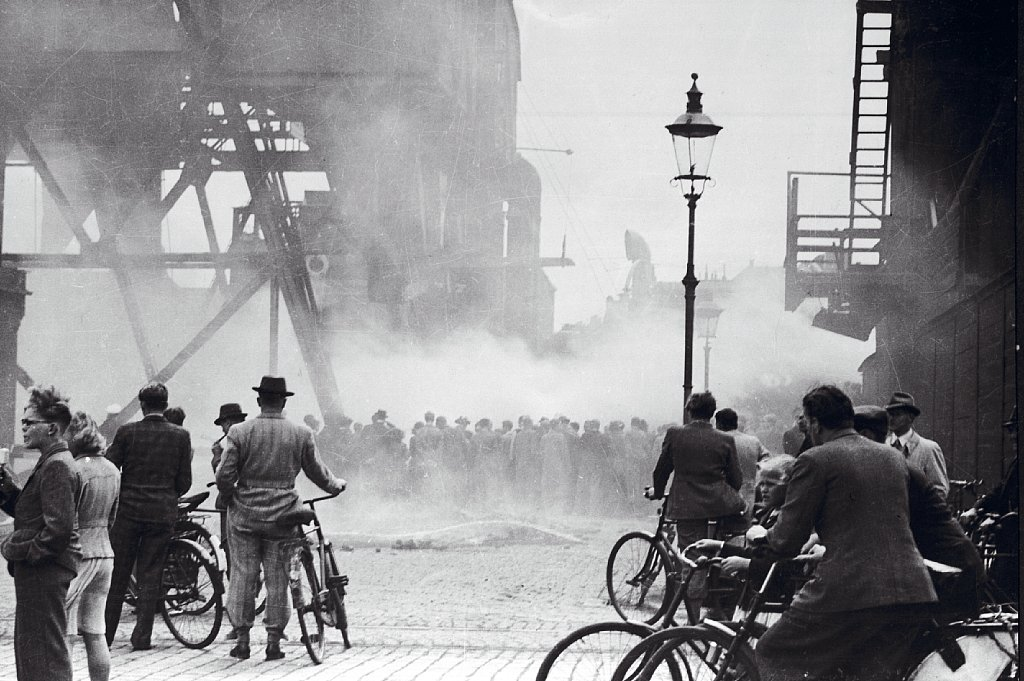
мост Langebro в Копенгагене, взорванный датскими подпольщиками 23 марта 1945 года

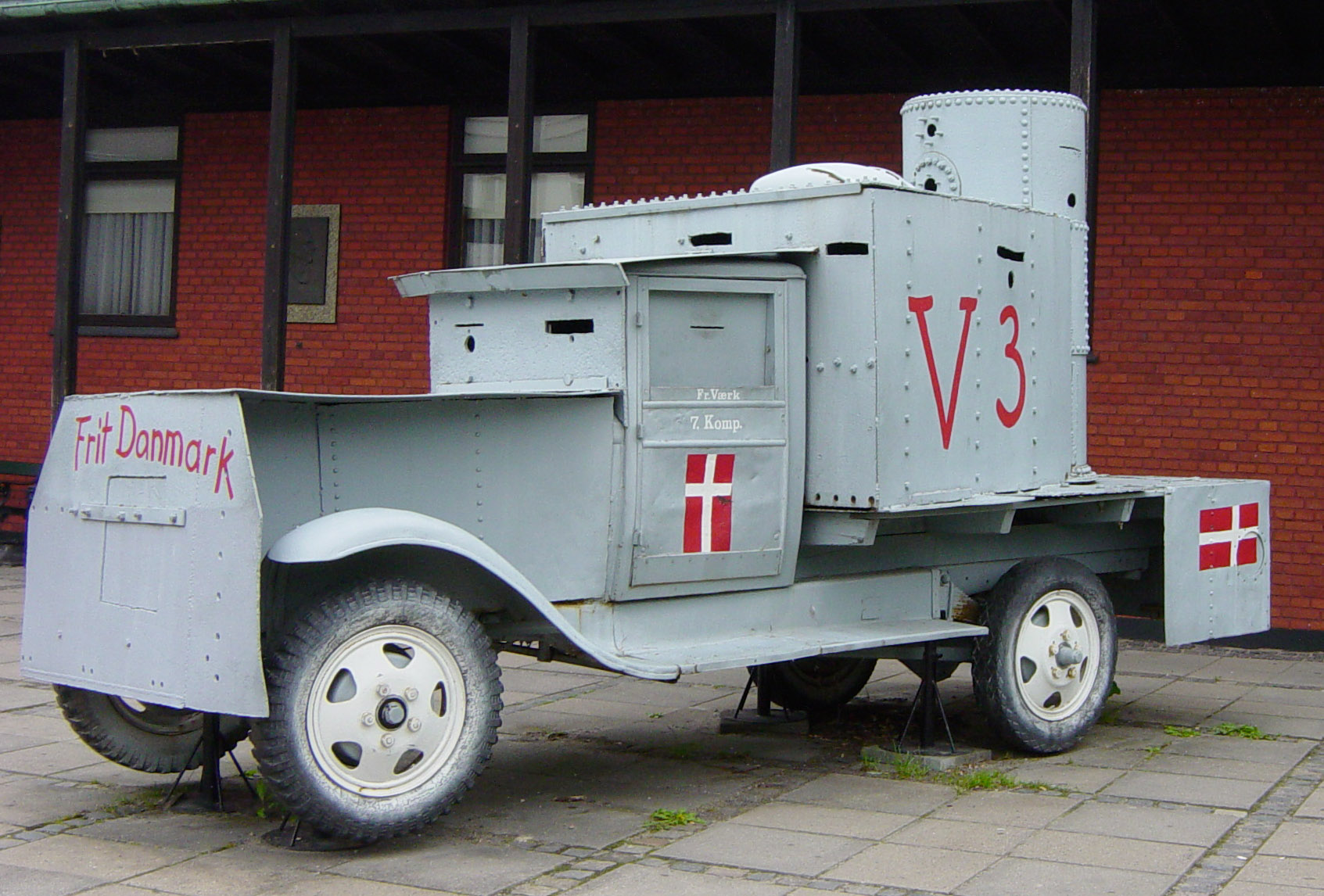
Броневик V3, созданный датскими повстанцами, использовался 5 мая 1945 года

В начале 1944 года при содействии со стороны британских спецслужб на территории Дании началось создание «подпольной армии» (Undergrundshæren) — организации, которая должна была оказать помощь западным союзникам при освобождении страны. Территория страны была разделена на 7 регионов, каждый из которых состоял из нескольких районов:
- I регион — Северная Ютландия;
- II регион — Центральная Ютландия;
- III регион — северная часть Шлезвига;
- IV регион — Фюн;
- V регион — Зеландия и Фальстер;
- VI регион — Копенгаген;
- VII регион — остров Борнхольм

14 июня 1944 года союзное командование отдало «приказ № 1» начать создание вооружённых «боевых групп» (R-grupper) и вспомогательных групп (F-grupper).
В связи с тем, что немецкие войска в Дании почти не оказали сопротивления, основные функции повстанцев были в интернировании и охране пленных и коллаборационистов.

## Иностранная военная помощь
Датское движение Сопротивления получало помощь от Великобритании и США.
Датское отделение британского Управления специальных операций было создано в октябре 1940 года, однако объём военной помощи от западных союзников был незначительным вплоть до конца лета 1944 года.
В сентябре 1941 года SOE перебросила в Данию небольшую партию взрывчатки, а в декабре 1941 года — двух английских агентов-радистов, в апреле 1942 года была переброшена ещё одна группа из четырёх агентов (1 офицер датской армии и трое англичан).
Весной 1942 года английский агент-радист М. Хаммер установил контакт с подпольной организацией движения Сопротивления, которой руководил инженер-датчанин Д. Хансен.
В целом, в период с начала оккупации в 1940 году до конца 1942 года из Англии в Данию были переброшены 8 агентов SOE, шесть из них погибли, а двое вернулись в Англию летом 1942 года.
Позднее, участники движения Сопротивления получили из Англии партию пистолет-пулемётов «стен» и сумели тайно изготовить некоторое количество копий STEN Mk.II
Основной объём военных грузов для движения Сопротивления в Дании (6245 контейнеров общей массой 655 тонн) был переброшен в период с августа 1944 года до конца апреля 1945 года, при этом 2349 контейнеров (251 тонн) были получены в течение апреля 1945 года. Основная часть помощи из Великобритании и США была предоставлена сторонникам эмигрантского правительства в Лондоне и представителям правых сил.

## Боевая и диверсионная деятельность в период оккупации
- ночью 21 октября 1941 года в районе Нёрребро (в северо-восточной части Копенгагена) датские коммунисты установили взрывное устройство в здании, где размещалось автотранспортное подразделение вермахта «Heeres Kraft Park 650», однако бомба была обнаружена и обезврежена;
- в декабре 1942 года датские коммунисты совершили налёт на каменоломни «Faxe Kalkbrud», похитив значительное количество взрывчатки[12];
- взрыв в ресторане «Монополь» в Копенгагене, в котором отмечали праздник немецкие солдаты (4 убито, 40 ранено). В ответ, немцы наложили на жителей столицы контрибуцию в размере 5 млн. крон и ввели в городе комендантский час[28].
- 21 июня 1943 года — взрывы на радиофабрике «Суперфоун рэдио фэктори» и машиностроительном заводе «Бонстад-Петерсен мотор уоркс», которые осуществили датские коммунисты[8];
- 21 июля 1943 года — активисты подпольной группы «Хольгер Данске» взорвали бомбу в кинотеатре «Колизей» («Colosseum»), в котором проходили киносеансы для немецких военнослужащих;
- 29 января 1944 года (Копенгаген) — взрыв электроподстанции на заводе «Nordwerk»[8];
- 6 июня 1944 года — атака на завод «Глобус» («Globus Cykler»), выпускавший детали для немецких боевых самолётов, который атаковал отряд датских коммунистов из BOPA. В атаке участвовали свыше 40 партизан, которые разоружили охранников и подорвали цеха[8][12];
- 22 июня 1944 года — взрыв на оружейном заводе «Riffelsyndikatet», производившем автоматическое оружие для вермахта, который осуществили датские коммунисты из BOPA[12][21].
- 27 июня 1944 года — взрывы на машиностроительном заводе «Карлторп» и оружейном заводе «Торотор» (где изготавливали детали для «Фау-2»)[29]
- 2 января 1945 года (Копенгаген) — взрыв на радиозаводе «Torotor», который осуществили датские коммунисты из BOPA;
- 11 марта 1945 года (Копенгаген) — неудачное нападение на машиностроительный завод «Dan», боевая группа BOPA столкнулась с вооружённым сопротивлением охраны и отступила. В перестрелке были убиты два охранника завода.
- 27 марта 1945 года (Копенгаген) — взрыв железнодорожного моста «Лангебрю», соединявшего городской порт с остальной частью города, который осуществили датские коммунисты из BOPA. В результате, был перекрыт выход из порта в море, а немцы не смогли вывести в Германию 17 кораблей, находившихся в порту[12] (16 из блокированных кораблей относились к категории крупных судов[30]).

### Результаты деятельности
В общей сложности, в период оккупации участниками движения Сопротивления на территории Дании было издано 538 наименований газет и иных печатных изданий, совершено 2671 операций против гитлеровцев и их пособников, а также свыше 2700 диверсий (а по некоторым данным, даже 2801 диверсий и актов саботажа):
- при этом, в период с начала оккупации до июля 1941 года в Дании было совершено 19 диверсий[33], в течение 1942 года было совершено 129 диверсий и актов саботажа, в течение 1943 года — 1140 диверсий и актов саботажа[6]. В январе 1944 года в Дании был совершен 101 акт саботажа, в следующие месяцы — примерно 50-70 актов саботажа в месяц и в мае 1944 года — 60 актов саботажа[34].

В общей сложности, по состоянию до 1 апреля 1945 года в Дании насчитывалось 42 тыс. участников движения Сопротивления, однако следует учесть, что значительное количество датчан присоединилось к антифашистской деятельности только в конце оккупации, в период с ноября 1944 года до начала мая 1945 года (именно в это время общая численность участников движения Сопротивления в Дании увеличилась с 25 тыс. до 43 тыс. человек).
В период оккупации в Дании погибло около 4 тысяч участников движения Сопротивления.

## После окончания войны
С осени 1945 по осень 1947 года в Дании действовало Министерство по особым поручениям, созданное специально для решения вопросов по бывшим участникам сопротивления, например с выплатой компенсаций или рассмотрением вопросов об ответственности за злоупотребления.
Сбором информации и исследованием движения Сопротивления занимаются Датский национальный музей и Государственный архив.
После окончания войны, четверо датчан — участников движения Сопротивления были награждены советскими правительственными наградами: три человека (Т. Енсен, П. Лунда и С. М. Педерсен) были награждены орденами Красной Звезды, один человек (С. А. Балле) был награждён медалью «За отвагу»
В качестве признания заслуг в спасении еврейского населения Дании, все члены датского Сопротивления были признаны израильским институтом Катастрофы и героизма «Яд ва-Шем» праведниками мира

## В культуре
Тема сопротивления нацистам в период оккупации нашла отражение в фильме «Пламя и Цитрон».